# Macrophage hépatique
Les macrophages hépatiques sont constitués de trois populations de macrophages qui différent en fonction de leur origine et de leurs phénotypes.  Classiquement, il est distingués deux types de macrophages hépatiques : les cellules de Kupffer et les macrophages dérivés des monocytes. Les cellules de Kupffer d'origine foetale représentent la majeure partie des cellules phagocytaires du foie à l'état normal,. La demi-vie des cellules de Kupffer chez la souris est estimée à 12,4 jours, tandis que chez l'homme, les macrophages transplantés dérivés d'un donneur peuvent être détectés jusqu'à un an après la chirurgie,,. Dans des conditions physiologiques, cette population se reconstitue par auto-renouvellement et ne dépend pas de progéniteurs dérivés de la moelle osseuse. Le deuxième sous-ensemble, les macrophages dérivés de monocytes, ne sont pas établis de manière embryonnaire, mais servent à repeupler les cellules de Kupffer en cas de lésion hépatique et/ou d'inflammation chronique,. Ces cellules nouvellement recrutées se différencient et acquièrent certaines des caractéristiques phénotypiques et fonctionnelles des cellules de Kupffer pour reconstituer leur population. Une population supplémentaire de macrophages hépatiques réside dans la capsule entourant l'organe entier appelée macrophages capsulaires hépatiques  particulièrement enrichie en CD207 chez l'homme. Ce sous-ensemble provient de monocytes adultes en circulation et est phénotypiquement distinct des deux autres populations, bien que des études supplémentaires soient nécessaires pour bien comprendre leur rôle dans l'homéostasie hépatique.

## Sources
- Kulle A, Thanabalasuriar A, Cohen TS and Szydlowska M (2022) Resident macrophages of the lung and liver: The guardians of our tissues. Front. Immunol. 13:1029085. doi: 10.3389/fimmu.2022.1029085 sous licence  Creative Commons Attribution License (CC BY).